# Lyriothemis acigastra
Lyriothemis acigastra es una especie de insecto odonato de la familia Libellulidae endémico de la India. La Unión Internacional para la Conservación de la Naturaleza también menciona colecciones en Birmania, China y el Tíbet.
El género Lyriothemis se compone de 15 especies y se han extendido por toda Asia. Tres especies de este género son conocidos de la India; L. kleis, L. tricolor y L. acigastra. Inicialmente se pensó que las tres especies estaban restringidas a los estados del noroeste de la India de Assam y Bengala Occidental, pero en 2013, L. acigastra se registró en el estado sureño de Kerala. Poco se sabe acerca de la ecología o el hábitat de las especies, debido a su rareza. Los especímenes reportados en 2013 fueron encontrados en arbustos alrededor de pantanos de agua dulce. Los individuos en general fueron más activos durante la tarde y mañana; los machos descansaban a una altura alrededor de 8 a 10 metros. Son depredadores  de hespéridos y polillas.